# Michael-Ende-Gemeinschaftsschule
Die Michael-Ende-Gemeinschaftsschule ist eine Gemeinschaftsschule in Bad Schönborn im Landkreis Karlsruhe. Angegliedert ist außerdem die Grundschule des Bad Schönborner Ortsteils Mingolsheim. Schulträger ist die Stadt Bad Schönborn. Häufig wird die Schule auch nur Michael-Ende-Schule, abgekürzt MES, genannt. Sie ist nach dem Schriftsteller Michael Ende benannt.

## Geschichte
Die Michael-Ende-Gemeinschaftsschule entwickelte sich aus einer bestehenden Werkrealschule heraus. Beginnend mit dem Schuljahr 2014/15 wurde das Schulkonzept der Gemeinschaftsschule eingeführt. Da aufgrund von steigenden Schülerzahlen der Platz in den Räumlichkeiten der Gemeinschaftsschule knapp wurde, wurden die fünften Klassen ab 2019 in den Zimmern der Grundschule untergebracht. Um diesen Platzmangel zu beheben, wurde 2022 mit einem Anbau an der Gemeinschaftsschule begonnen.

## Aufbau der Schule
Neben den Räumlichkeiten in der Schönborn-Allee 30 zwischen den beiden Bad Schönborner Ortsteilen Mingolsheim und Langenbrücken gehört auch die etwa 600 m entfernt gelegene Grundschule im Ortsteil Mingolsheim zur Michael-Ende-Gemeinschaftsschule.

## Profil der GMS
Beginnend ab Klasse 5 werden die Unterrichtsfächer dem Konzept der Gemeinschaftsschule folgend auf den drei Niveaustufen G (Grundlegendes Niveau), M (Mittleres Niveau), E (Expertenniveau) unterrichtet. Diese Niveaustufen entsprechen  im Wesentlichen den Anforderungen für die Schulabschlüsse Hauptschulabschluss (G), Realschulabschluss (M) und Abitur (E) in Baden-Württemberg.
Die Schülerinnen und Schüler können sich beginnend ab Klasse 7 zwischen den drei Wahlpflichtfächern Technik, AES (Alltag, Ernährung und Soziales) und Französisch entscheiden.
In Klasse 8 kann außerdem ein weiteres Profilfach gewählt werden. Angeboten werden ein vertiefendes Kunstprofil und NWT (Naturwissenschaft und Technik).

## Abschlüsse
An der Michael-Ende-Gemeinschaftsschule kann sowohl der Hauptschulabschluss als auch der Realschulabschluss erworben werden. Mit einem an Klasse 10 anschließenden zwei- oder dreijährigen Schulbesuch an einem Gymnasium kann auch das Abitur (G8 oder G9) erreicht werden.

## Weblink
- Website der Michael-Ende-Gemeinschaftsschule